# Cách mạng Nepal 1990
Bản mẫu:Lịch sử Nepal
Cách mạng nhân dân 1990 (tiếng Nepal: २०४६ जनआन्दोलन, đã Latinh hoá: 2046 Jana Andolan) là một phong trào của nhiều đảng phái ở Nepal đã chấm dứt chế độ quân chủ chuyên chế và khởi đầu cho chế độ quân chủ lập hiến. Cuộc cách mạng cũng loại bỏ chế độ Panchayat.
Phong trào được đánh dấu bằng sự thống nhất giữa các đảng phái chính trị khác nhau. Các đảng Cộng sản khác nhau không chỉ tập hợp lại với nhau trong Mặt trận cánh tả thống nhất, mà họ còn hợp tác với các đảng như Quốc hội Nepal. Một kết quả của sự đoàn kết này là sự hình thành của Đảng Cộng sản Nepal (Đảng Marxist-Leninist thống nhất).